# Saprinus gambiensis
Saprinus gambiensis är en skalbaggsart som beskrevs av Rolf Martin Theodor Dahlgren 1972. Saprinus gambiensis ingår i släktet Saprinus och familjen stumpbaggar. Inga underarter finns listade i Catalogue of Life.